# Hidalgo (geslacht)
Hidalgo is een geslacht van vlinders van de familie spanners (Geometridae), uit de onderfamilie Ennominae.

## Soorten
- H. maidiena Dyar, 1913
- H. terranea Warren, 1907